# لوماري هامشي
لوماري هامشي (الاسم العلمي:Lomariopsis marginata) هو نوع من النبات يتبع جنس اللوماري من الفصيلة اللومارية.